# Around ザ world 少年
「Around ザ world 少年」（アラウンド ザ ワールド しょうねん）は、日本のロックバンド、ONE OK ROCKの未発表シングル。

## 概要
3rdシングル「エトセトラ」以来、1年7か月ぶりのシングルとしてリリースされる予定だった。しかし、発売直前にメンバーのAlexが不祥事を起こし、逮捕される。この事件を受け、ONE OK ROCKは活動自粛を発表。シングル発売とその後予定されていた全国ツアーは急遽中止となった。
表題曲「Around ザ world 少年」はTBS系ドラマ『ゴッドハンド輝』主題歌に起用される予定だったが、別の曲に差し替えられた。
このCDの規格品番、AZCB-2001は2021年現在も欠番となっている。

## 初回限定特典
- スペシャルロゴステッカー

このステッカーの裏面にあるQRコード/URLとCDに封入されているパスワードを使用することで、以下の特典がダウンロードできる予定だった。
- 着うたフル(R)“アルバムヒストリー”ショートバージョン
  - これまでリリースした3枚のアルバムからそれぞれ選曲した「内秘心書」「必然メーカー」「皆無」のショートバージョンをミックスした着うたフル(R)。
- オリジナル待ち受けフラッシュ

## 収録内容
| #  | タイトル                                             | 作詞        | 作曲        | 編曲                |
| -- | ---------------------------------------------------- | ----------- | ----------- | ------------------- |
| 1. | 「Around ザ world 少年」                             |             |             |                     |
| 2. | 「独り言ロンリーナ」                                 | Taka & Toru | Taka & Toru | ONE OK ROCK & akkin |
| 3. | 「恋のアイボウ心ノクピド (Live at Zepp Tokyo 2009)」 | Toru        | Toru        | ONE OK ROCK & akkin |

### 楽曲解説
1. Around ザ world 少年
2024年現在に至るまで商品化はされていない。
2. 独り言ロンリーナ
4thシングル「完全感覚Dreamer」に収録。
3. 恋ノアイボウ心ノクピド (Live at Zepp Tokyo 2009)
3rdアルバム「感情エフェクト」に収録[注釈 1]。